# Masque (spectacle baroque)
Pour les articles homonymes, voir Masque (homonymie).
Ne doit pas être confondu avec Mascarade.
Le masque (de l'anglais « masque » issu du français) est une forme de spectacle de cour qui fit son apparition en Angleterre sous le règne d'Élisabeth Ire (1558-1603).

## Une forme de synthèse
C'est un spectacle baroque qui mêle tous les arts scéniques (et plus) : musique et chant, danse, poésie, costumes, théâtre et même pyrotechnie. Des décors élaborés pouvaient être construits pour l'occasion. En Angleterre, les plus grands auteurs et musiciens ont contribué à ce type de spectacle. Le masque avait souvent un but politique, donnant l'occasion à des courtisans de louer leur souverain en renforçant la cohésion de la cour.
Né en Angleterre au XVIe siècle (Ben Jonson en réalisa plusieurs en collaboration avec Inigo Jones), le masque atteint son apogée avec les masques de cour du début du XVIIe siècle. Les danses, qui ne constituaient probablement qu'un aspect de ces divertissements composites, se distribuent en « masques » et « antimasques. »
Les masques proprement dits présentent une structure assez régulière : deux sections en rythme binaire, et une dernière section en rythme ternaire. Les antimasques étaient plutôt organisés comme des intermèdes comiques, avec des changements impromptus de mode musical et de tempo : les interruptions à certaines notes figeaient le mouvement des danseurs, avant que l'air reprenne.
Le masque n'était représenté qu'une fois, rarement plus, ce qui en renforçait le caractère exceptionnel. S'il est rare qu'on en ait encore la musique, il est plus courant qu'on en ait encore le livret, qui pouvait être imprimé à l'attention de l'assistance.

## Autres formes
Le semi-opéra est une forme de masque. L'équivalent français du masque est la forme originelle du ballet de cour, dans les années 1580-1620. Il est aussi représenté, à des degrés divers, dans les autres cours européennes et peut prendre le nom de bal masqué ou de mascarade.